# Saarijärvi (sjö i Enare, Lappland)
Saarijärvi är en sjö i kommunen Enare i landskapet Lappland i Finland. Arean är 44 hektar och strandlinjen är 9,14 kilometer lång. Sjön  ingår i Neidenälvens huvudavrinningsområde.   Den ligger omkring 370 kilometer norr om Rovaniemi och omkring 1100 kilometer norr om Helsingfors. 